# 作庭記
『作庭記』（さくていき）とは平安時代に書かれた日本最古の庭園書である。『作庭記』の名称は江戸時代中期に塙保己一の編纂した『群書類従』に収められて流布したもので、それ以前は『前栽秘抄』と呼ばれた。まとまった作庭書としては世界最古のものと言われる。
『作庭記』は寝殿造の庭園に関することが書かれており、その内容は意匠と施工法であるが図は全く無く、すべて文章である。編者や編纂時期については諸説あるが、橘俊綱であるとする説が定説となっており、11世紀後半に成立したものと見られている。

## 内容
『作庭記』の構成は「石を立てん事、まづ大旨をこころうべき也」「石を立つるには様々あるべし」「嶋姿の様々をいふ事」「滝を立つる次第」「遣水の事」「立石口伝」「禁忌といふは」「樹の事」「泉の事」「雑部」の各章から成る。
「石を立てん事……』の冒頭部分では、以下のように作庭に当たっての3つの基本理念が示されている。これらの理念は、今日の作庭にもそのまま当てはめることができる先進性と普遍性がある。
1. 立地を考慮しながら、山や海などの自然景観を思い起こし、参考にする
2. 過去の優れた作例を模範としながら、家主の意趣を配慮しつつ、自らのデザイン感覚で仕上げる
3. 国々の景勝地を思い起こし、優れた部分を吸収し、必要に応じて作品に当てはめる

『作庭記』には陰陽五行説・四神思想に基づいた禁忌や、風水の方法が示されているなど、庭園造りに当時からその影響が見られる。
一方で、植物の性質に沿った植栽や、池の造成法など合理的な技術論も数多く記述されている。
『作庭記』は「枯山水」という語の初出文献である。